# Agnatha
Infra-embranchement
Clades de rang inférieur
- Cyclostomata
  - Myxini
  - Petromyzonti
- Agnathes fossiles
  - † Conodonta
  - † Thelodonti[1]
  - † Anaspidomorphi (en)
  - † Pteraspidomorphi
  - † Pituriaspida
  - † Anaspida
  - † Cephalaspidomorphi

Les Agnathes (Agnatha du grec a, sans et γνάθος / gnathos mâchoire) forment un infra-embranchement d'animaux vertébrés dépourvus de mâchoires. Du fait qu'il regroupe des animaux comme les myxines, qui n'étaient pas considérées comme des vertébrés, et les lamproies (vertébrés basaux), ce groupe a longtemps été considéré comme paraphylétique. Mais, selon les dernières études génétiques, les lamproies sont plus proches des myxines que des gnathostomes (les vertébrés à mâchoires), et les myxines seraient des vertébrés qui ont perdu des caractères ancestraux,.
Les agnathes actuels ou Cyclostomata (myxines et lamproies) formant un groupe monophylétique, l'ancien taxon Craniata est devenu un synonyme de Vertebrata.
Les Agnathes peuvent être considérés comme des poissons ou non, selon la définition que l’on choisit pour le mot poisson.

## Classification
Seules deux formes actuelles appartiennent au groupe des Agnathes : les lamproies (Petromyzontida) et les myxines (classe Myxini). De nombreuses lignées entièrement fossiles (thélodontes, hétérostracés, ostéostracés, etc.) remontant au paléozoïque sont connues. L'ensemble ne compose toutefois pas un groupe monophylétique, puisque la plupart de ces lignées fossiles sont plus proches des vertébrés à mâchoires (gnathostomes) que des lamproies et les myxines : ils ont acquis des caractères tels qu'un squelette externe et, dans certains cas, des membres pairs, que l'on retrouve chez les gnathostomes. La position des myxines et des lamproies dans l'arbre phylogénétique est débattue, mais des données génétiques et embryologiques de plus en plus nombreuses soutiennent que les deux lignées sont étroitement apparentées, et forment le clade des cyclostomes,.
Les myxines et lamproies partagent des caractères morphologiques ancestraux communs à tous les crâniates, qui ont été perdus chez les gnathostomes (pourvus de mâchoires). Leur bouche rudimentaire, qui se comporte comme une ventouse, ne possède pas de mâchoires, et ne peut donc pas modifier son ouverture, contrairement à celle des Gnathostomata, dont les mâchoires permettent la prédation de proies de plus grande taille et mobiles. Leur squelette est cartilagineux et composé d'une capsule crânienne et d'une chorde dorsale. Cette dernière supporte quelques éléments cartilagineux, dont un squelette branchial qui supporte les branchies.
Les myxines vivent enfouies dans la vase et se nourrissent de poissons, tandis que les lamproies sont des parasites hématophages des poissons et des crustacés. Elles se différencient aussi par leur développement, direct pour les myxines et indirect (avec un stade larvaire) pour les lamproies.

## Paléontologie
Les premiers organismes dotés d'une chorde (de laquelle dérive la colonne vertébrale) sur laquelle peuvent se fixer des muscles, qui leur confèrent une meilleure mobilité, apparaissent au Cambrien. Puis, au cours de l'Ordovicien, apparaissent des organismes tels que Sacabambaspis (Bolivie), Arandaspis (Australie) et Astraspis (Amérique du Nord), dotés d'un exosquelette (carapace externe) protégeant la partie antérieure de leur corps et laissant la partie postérieure souple pour faciliter les mouvements de leur unique membre (la queue). Ils sont les premiers crâniates.
Les Hétérostracés, puis les Anaspidés, apparus au Dévonien et Silurien, améliorent l'exosquelette, qui s'organise en baguettes chez les Anaspidés. Il devient composé d'aspidine (os dépourvu de cellules incorporées dans l'os, les ostéocytes) et de dentine puis s'ossifie chez les Ostéostracés. Dans le même temps, la queue, simple extension de la chorde, se spécialise avec le développement de lobes.
L'apparition des gnathostomes résulte de la migration des arcs branchiaux les plus antérieurs au niveau du crâne pour former les mandibules (mâchoires). On parle donc d'homologie entre les mâchoires des gnathostomes et les arcs branchiaux des agnathes. Les premiers organismes appartenant à ce groupe sont apparus au Silurien ; ce sont les premiers vertébrés prédateurs.

## Classification
Selon World Register of Marine Species (4 février 2021) :
- classe Cephalaspidomorphi
- classe Myxini
- classe Petromyzonti

Selon ITIS (26 mars 2011) : :
- classe des Cephalaspidomorphi
  - ordre des Petromyzontiformes
    - famille des Petromyzontidae (Lamproie)
- classe des Myxini
  - ordre des Myxiniformes
    - famille des Myxinidae (Myxine)
- classe des Pteraspidomorphi (animaux fossiles)